# 富雅花園
富雅花園（英語：Elegance Garden）是香港房屋委員會的私人參建居屋之一，由建業實業與其士集團組成的「旭鵬有限公司」聯合發展，鄰近港鐵大埔墟站、新達廣場、運頭塘邨。屋苑前身是運頭塘村。

## 屋苑資料

### 樓宇
| 樓宇名稱 | 樓宇類型                              | 落成年份 | 樓宇層數 | 每層伙數 | 單位數目 (伙) | 原先提供升降機啲廠商 | 現時提供升降機的廠商 |
| -------- | ------------------------------------- | -------- | -------- | -------- | ------------- | -------------------- | -------------------- |
| 第1座    | 私人機構參建居屋計劃樓宇 （十字井型） | 1990年   | 27       | 10       | 270           | 富士達               | 奧的斯               |
| 第2座    | 私人機構參建居屋計劃樓宇 （十字井型） | 1990年   | 27       | 10       | 270           | 富士達               | 奧的斯               |
| 第3座    | 私人機構參建居屋計劃樓宇 （十字井型） | 1990年   | 26       | 10       | 260           | 富士達               | 奧的斯               |
| 第4座    | 私人機構參建居屋計劃樓宇 （十字井型） | 1990年   | 26       | 10       | 260           | 富士達               | 奧的斯               |

## 事件
2019年9月8日凌晨2時許，一名男子懷疑向警察投擲玻璃樽和石塊后向富雅花園逃去，約30名防暴警察衝入屋苑其中一座進行搜捕。期間撞斷地下大門把手後，並推開保安員，沿後樓梯上樓搜索，並無發現。有關行動引發約10名居民不滿。警方則稱「有權執法」，並制服一名被指行為不檢的黑衣青年。有住客下跪要求警察離開，投訴屋苑大門懷疑被警員撞毀。有居民亦投訴警員以大光燈照向民居和警方在地面大叫「返嚟」（回來）、「過嚟見我」（過來跟我見面）。到凌晨約2時10分，警方向居民表示沒有拘捕任何人，在30分鐘後離開。

## 參看
- 香港居者有其屋列表
- 大埔富雅花園討論區